# 张易镇
张易镇，是中华人民共和国宁夏回族自治区固原市原州区下辖的一个乡镇级行政单位。

## 行政区划
张易镇下辖以下地区：
张易村、上滩村、王套村、毛庄村、贺套村、田堡村、三湾村、阎关村、黄湾村、黄堡村、南湾村、石嘴村、上马泉村、盐泥村、陈沟村、大店村、马场村、黎套村、毛套村、驼巷村、宋洼村和红庄村。